# Colin McRae Rally 04
Colin McRae Rally 04 é um jogo eletrônico de corridas desenvolvido pela produtora britânica Codemasters e lançado em 2003 para PlayStation 2, Windows e Xbox.